# Conde Marcelino
Conde Marcelino (en latín, Marcellinus Comes, finales del siglo V-ca. 534) fue un cronista romano, nacido en el Imperio Romano Oriental que escribió su obra en latín. Estuvo activo en los reinados de los emperadores Justino I (518-527) y Justiniano (527-565). Era ilirio por nacimiento, según Casiodoro, y pasó la mayor parte de su vida en la corte de Constantinopla.

## Obra
Apenas una de sus obras sobrevive, una crónica (Anales) que continuaba la Historia Eclesiástica de Eusebio de Cesarea. Abarca el período de 379-534, y un continuador anónimo añadió los años posteriores hasta el 566. A pesar de que utiliza la lengua latina, describe principalmente asuntos de Oriente, como él mismo reconoce. Solo recoge algunas informaciones sobre Occidente, elaboradas a partir de la Historia adversus paganos de Paulo Orosio y de De viris illustribus de Genadio de Marsella, introduciéndolas en lo que se refiere a Constantinopla. Su crónica está llena de detalles y anécdotas sobre ciudades y tribunales. Su religión era el cristianismo, registrando pocas noticias sobre las herejías.